# Manuel Olaguer Feliú
Manuel Olaguer Feliú (Ceuta, 27 de desembre de 1759 - La Corunya, 1824) fou un enginyer militar que va arribar a ser Mariscal de Camp i Capità General de Galícia. Va participar en les guerres colonials al Regne de Xile i al Virregnat del Perú.

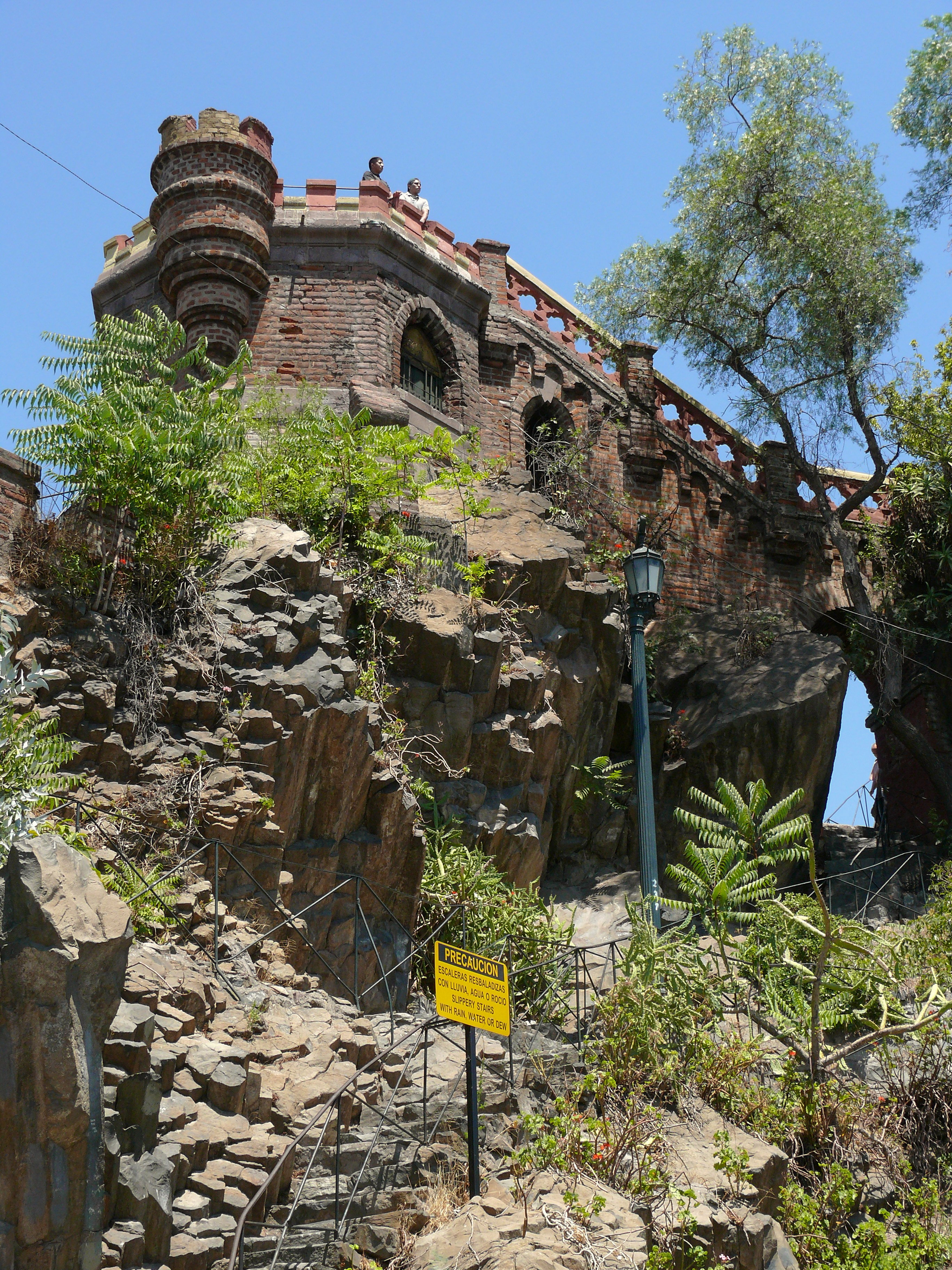
El Brigadier del Reial Cos d'Enginyers Manuel Olaguer Feliú, va dissenyar i va construir al turó Santa Lucia, dos forts o castells, un al nord i un altre al sud del turó i amb capacitat per col·locar vuit o dotze canons cadascun.

## Biografia
Va néixer el 27 de desembre de 1759 a Ceuta, cosí germà d'Antonio Olaguer Feliú, Virrei del Riu de la Plata i Ministre de Guerra del Rei d'Espanya, Carles IV. Com els seus avantpassats, va seguir la carrera militar, iniciant-se com a Cadet en el batalló fix de Ceuta des del 6 de maig de 1770.

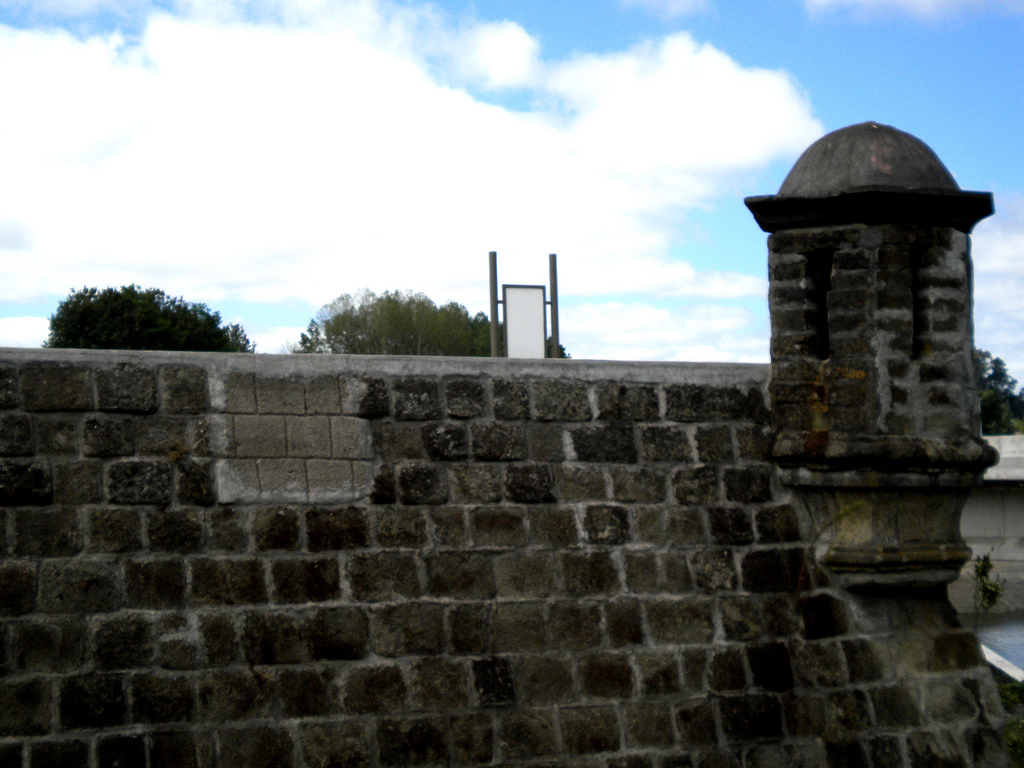
El Capità del Reial Cos d'Enginyers Manuel Olaguer Feliú va dissenyar i, a més, es van realitzar sota la seva direcció la construcció del Fort Reina Luisa.

En 1778 va ascendir a Sotstinent amb plaça en el Reial Cos d'Enginyers. Es va formar a València, Madrid i Gibraltar. Va actuar en la guerra contra Anglaterra (1781).

### Estada a Amèrica
En 1787, a la fi del període de La Colònia en Xile, va ser destinat per Reial Ordre a la ciutat de Valdivia, amb el grau de Capità d'Enginyers Reials. Més tard es va traslladar per disposició del Virrei del Perú a Chiloé (Xile), amb la missió de reconèixer les defenses. Hi va romandre dos anys, intervenint en la construcció del nou camí de comunicació entre Valdivia i Chiloé (1789). Va tornar a Valdivia al novembre de 1790.
Posteriorment, en 1792 i 1793 va actuar en la pacificació del poble indígena huillitxe de la zona. Va participar de l'expedició que va ocupar les ruïnes de l'antiga ciutat d'Osorno (Xile) a l'agost de 1793. Després de ser refundada la ciutat, va ser nomenat primer Governador del Govern d'Osorno, Superintendent, Comandant Militar i Jutge Ordinari per decret d'Ambrosio O'Higgins, Baró de Ballenary i Marquès d'Osorno (16 de gener de 1796).
En forma simultània es va realitzar sota la seva adreça la construcció de dues fortificacions en pedra, una en la ribera del riu Bueno batejada com Fort San José de Alcudia, i l'altra a Osorno a la vora del Riu Rahue amb el nom de "San Luís", fortificació que després seria coneguda com a Fort Reina Luisa (1794).
Va tornar a Valdivia com a director de fortificacions, on va realitzar un nou traçat de la ciutat, que va perdurar fins a 1909. També va ser membre de la Junta Extraordinària de Govern de Valdivia (1807).
En 1809 el Coronel Manuel Olaguer Feliú va assumir el comandament del Reial Cos d'Enginyers, de la Subinspecció de les milícies i de la Tinença de la Capitania General de Xile. En 1810 va ser designat membre de la Junta d'Observació i Vigilància pel president García Carrasco. En aquests càrrecs, el va sorprendre el moviment independentista de Xile. Va prendre posició a favor del Rei i va participar en les reunions a la casa del Comte de la Conquista per elaborar una estratègia contra els independentistes. Va ser el candidat proposat pel partit monàrquic per ocupar la Presidència del Reyno. Va escriure un diari sobre aquells dies, “Relación de lo ocurrido en el Reyno de Chile desde el 25 de mayo de 1810 hasta la erección de su junta guvernativa”, així com altres obres. Va ser bandejat a Chillán i finalment se li va permetre exiliar-se a Lima (Perú).
El Virrei del Perú el va enviar en la Fragata Thomas, en una expedició en auxili de l'Exèrcit Reialista del General Antonio Pareja, destinada a la recuperació de Xile, però va caure presoner amb altres caps a Talcahuano (1813). Se li va retornar la llibertat en 1814.
Va ocupar diversos càrrecs públics, entre ells en la junta convocada per Francisco Casimiro Marcó del Pont, últim Capità General de Xile. Va ser ascendit al grau de Brigadier pel Virrei del Perú, després confirmat pel Rei.
En 1816 el Brigadier Manuel Olaguer Feliú va procedir a traçar i construir al Cerro Santa Lucia, en la vora oriental de la ciutat de Santiago de Xile, dos forts o castells, un al nord i un altre al sud del turó, de pedra i calç i amb capacitat per col·locar vuit o dotze canons cadascun. A més, va dissenyar i va construir un edifici annex per a dipòsit de municions i alberg de la guarnició.
El 10 d'agost de 1816, el president Marcó del Pont el va comissionar per buscar i organitzar un lloc per a Camp de Marte, per instruir a les tropes. És considerat un dels més distingits enginyers militars de la història de Xile.
Després de la derrota de l'exèrcit reialista en Chacabuco per l'Exèrcit dels Andes al comandament del General José de San Martín, va tornar després al Perú, sent el cap de la flota d'11 vaixells que va portar de retorn el que quedava de l'exèrcit espanyol a El Callao.
Al desembre de 1818 el Mariscal de Camp Manuel Olaguer Feliú, com a Sotsinspector i Director del Reial Cos d'Enginyers del Virregnat del Perú, va integrar la Junta de Guerra presidida pel Virrei Pezuela. Posteriorment va ser nomenat pel Virrei de la Serna membre de la Junta de Pacificació del Perú, on van tractar amb el General José de San Martín les condicions de lliurament d'El Callao.

### Retorn a Espanya
En 1819 va obtenir del Rei d'Espanya la Gran Creu de Sant Hermenegild.
En Espanya, al seu retorn, va ser Sotsinspector i Director del Reial Cos d'Enginyers a Galícia. Va morir a La Corunya en 1824, sent Capità General de Galícia. Va ser marmessor testamentari el seu nebot Ramón Olaguer Feliú.